# Maximilian Attems-Heiligenkreuz

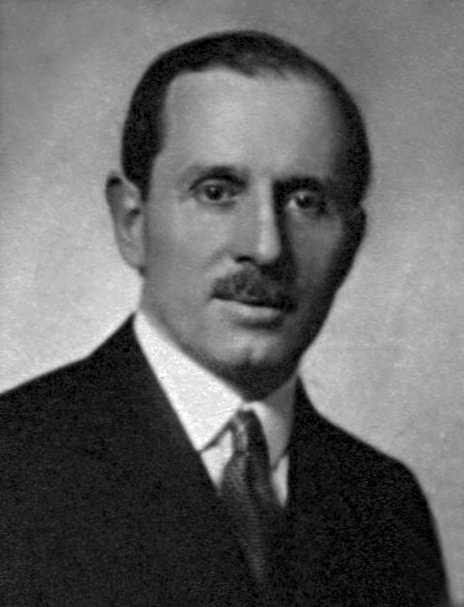
Maximilian Graf von Attems-Heiligenkreuz

Maximilian Graf von Attems-Heiligenkreuz (geboren 9. Oktober 1892 in Laibach, Österreich-Ungarn; gestorben 1. Februar 1977 in Wien) war ein österreichischer Botschafter, Volkswirtschaftler und Schriftsteller.

## Leben
Maximilian Graf von Attems-Heiligenkreuz wurde 1892 als Sohn des Hermann Graf von Attems-Heiligenkreuz (1865–1951) und der Zdenka Freiin Nádherný von Borutín (1870–1936) geboren, er war Neffe des Maximilian Graf von Attems-Gilleis (1859–1939), k.u.k. Kämmerer und u. a. Mitglied des Herrenhauses des öst. Reichrates.
Max Attems war seit 1937 mit Juliane Gräfin von Waldstein (* 1906), Herrin von Wartenberg verheiratet. Er war Ehrenritter des souveränen Malteser-Ritterordens.
Von 1933 bis 1936 war Attems Generalkonsul in London. 1938 war er Gesandter in Warschau, wo er zum „Anschluss“ Österreichs die Swastika hissen ließ. Er beantragte am 18. Januar 1940 die Aufnahme in die NSDAP und wurde zum 1. April desselben Jahres aufgenommen (Mitgliedsnummer 7.617.176), um angeblich bereits 1942 wieder auszutreten.
Von 1952 bis 1955 war er Gesandter in Rio de Janeiro sowie bei der Regierung in Caracas akkreditiert. Von 1955 bis 1958 war er Botschafter in Santiago de Chile. Er wurde am Hietzinger Friedhof bestattet.